# Gabriel Frahm
Gabriel Frahm (* 21. März 1972) ist ein deutscher Ökonom und Mathematiker. Er ist Inhaber des Lehrstuhls für Angewandte Stochastik und Risikomanagement an der Helmut-Schmidt-Universität (Universität der Bundeswehr in Hamburg).

## Werdegang
Frahm absolvierte 1999 ein Studium der Betriebswirtschaftslehre an der Universität zu Köln mit dem Abschluss des Diplom-Kaufmanns. Von 2000 bis 2002 war er als interner Berater im Geschäftsbereich Mathematik/OR bei der Westdeutschen Landesbank (WestLB) in Düsseldorf tätig. Im Anschluss daran forschte er von 2002 bis 2004 am Center of Advanced European Studies and Research (Caesar) in Bonn sowie 2005 in den NEC Laboratories in Sankt Augustin auf dem Gebiet der Finanzmathematik. Er wurde im Jahre 2004 von der Universität zu Köln mit der Dissertation „Generalized Elliptical Distributions: Theory and Applications“ im Bereich Statistik promoviert. 2005 wechselte er als wissenschaftlicher Mitarbeiter an den Lehrstuhl für Statistik & Ökonometrie der Universität zu Köln, wo er auch die Position als Akademischer Rat auf Zeit innehatte. 2009 habilitierte er zum Thema „Advanced Methods of Multivariate Financial Data Analysis“ und erlangte die Venia Legendi in Statistik und Ökonometrie. Nach Vertretungsprofessuren am Institut für Ökonometrie & Empirische Wirtschaftsforschung der Universität Münster im Jahre 2010 sowie am Lehrstuhl für Angewandte Stochastik an der Helmut-Schmidt-Universität in Hamburg von 2010 bis 2012 wurde Frahm 2012 zum Universitätsprofessor auf Lebenszeit an den Lehrstuhl für Angewandte Stochastik und Risikomanagement der Helmut-Schmidt-Universität berufen. Er lehrt außerdem an der Hochschule Koblenz in einem MBA-Fernstudiengang.
Frahm ist Autor zahlreicher Forschungsarbeiten und als Gutachter für verschiedene internationale wissenschaftliche Fachzeitschriften tätig.

## Forschungsschwerpunkte
- Kapitalmarkttheorie und Portfoliooptimierung
- Finanzmathematik und -ökonometrie
- Spiel- und Entscheidungstheorie
- Copulas und Extremwerttheorie
- Robuste Kovarianzmatrizen
- Random Matrix Theory
- Missing-Data Analysis

## Auszeichnungen
- Sechs Publikationspreise der Universität zu Köln.[9]
- Beste Gesamtbeurteilung von den Studierenden der WiSo-Fakultät der Universität zu Köln unter allen Dozenten des Fachbereichs Statistik.[10]

## Publikationen (Auszug)
- Frahm, G. (1999): „Ermittlung des Value-at-Risk von Finanzportefeuilles mit Methoden der Extremwerttheorie“, Diplomarbeit an der Universität zu Köln.
- Frahm, G. (2004): „Generalized Elliptical Distributions: Theory and Applications“, Dissertation an der Universität zu Köln.
- Frahm, G. (2008): „Advanced Methods of Multivariate Financial Data Analysis“, Habilitationsschrift an der Universität zu Köln.
- Frahm, G. (2019): „Rational Choice and Strategic Conflict: The Subjectivistic Approach to Game and Decision Theory“, De Gruyter.
- Frahm, G. (2021): „Enterprise Risk Management: Das Risikomanagement einer wertorientierten Unternehmenssteuerung“, Springer.